# 江島 (長崎県)
江島（えのしま）は、長崎県の西彼杵半島西方沖にある島。全島が西海市（2005年3月31日までは西彼杵郡崎戸町）に属する。本項では同区域にかつて存在した西彼杵郡江島村（えのしまそん）についても述べる。

## 地理
概要
- 面積 - 約2.60km2
- 人口 - 169人（2010年国勢調査）

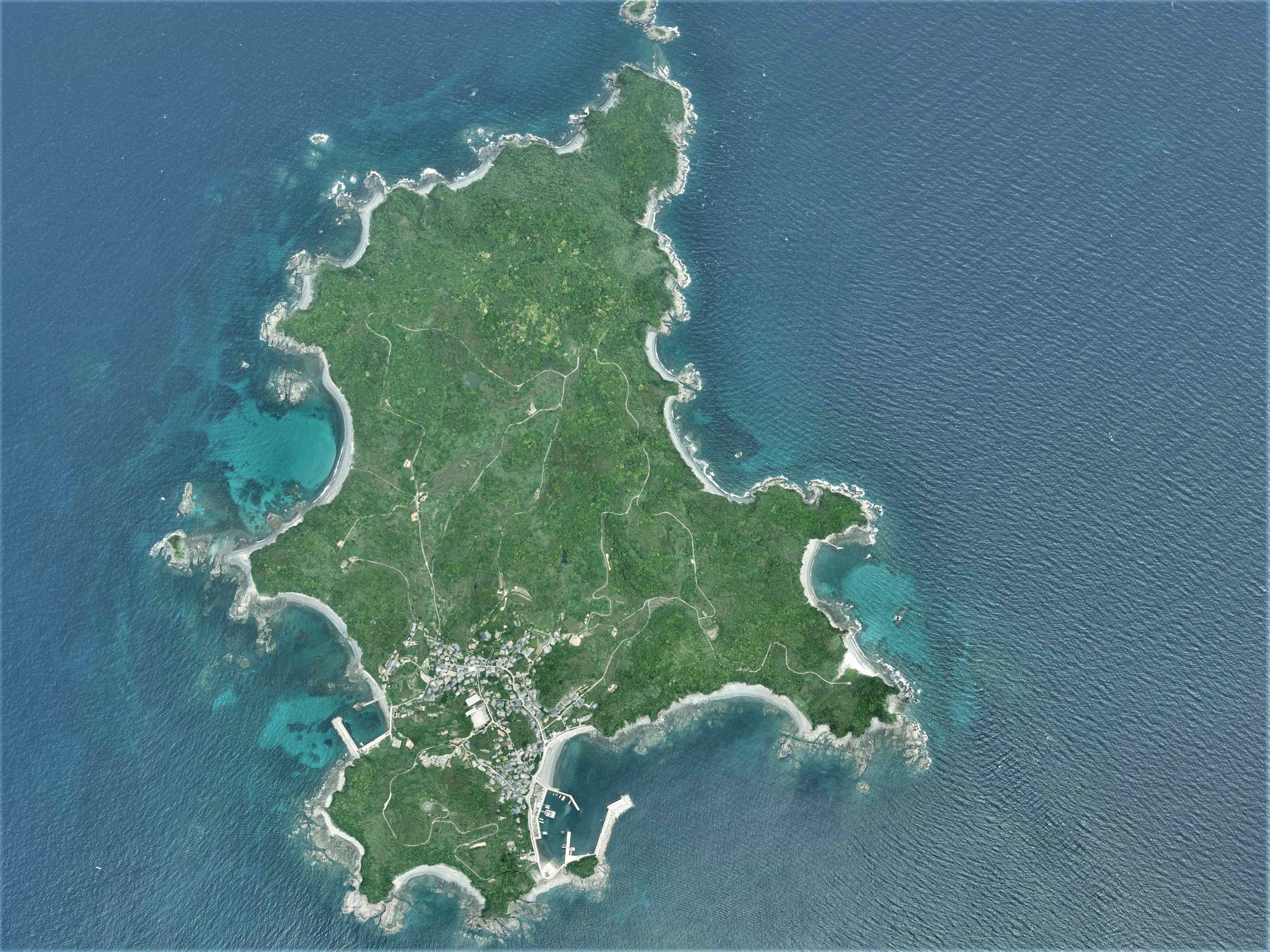
江島の空中写真。2014年5月10日撮影。
。

西彼杵半島と五島列島の間の五島灘のほぼ中間に浮かぶ離島。低平な溶岩台地からなる。
最高峰は島の北部にある遠見岳（標高122m）。山頂には一等三角点が設置されている。

## 歴史
- 江戸時代は大村藩領で捕鯨基地の一つとなり、現在も島内には納屋場跡の遺跡が残る。幕末には島内遠見岳に異国船監視のための番所が設けられた。
- 1871年（明治4年）- 廃藩置県により、大村県に属する。
- 1872年（明治5年）- 統合により長崎県に属することとなる。区制の施行により、平島村と合併の上「第六十一大区」となる。
- 1873年（明治6年）- 区制の改正により「第二十七大区」となる。
- 1874年（明治7年）- 初等江島小学校が創立。
- 1879年（明治12年）7月 - 郡制の施行により西彼杵郡に属する。平島村と連合し戸長役所を平島村に設置する。
- 1883年（明治16年）7月 - 平島村から分離し、江島村として独立。
- 1889年（明治22年）4月1日 - 町村制の施行により、江島村が単独村制にて発足。初代村長に松崎儀太郎が就任。
- 1956年（昭和31年）9月1日 - 平島村とともに崎戸町に編入し、江島村は自治体として消滅。
- 2005年（平成17年）4月1日 - 合併による西海市発足に伴い、崎戸町が自治体として消滅。西海市の一部となる。

## 産業
農業と近海漁業が主な産業。

## 教育
- 西海市立江島小中学校（小中併設校）

## アクセス
- 佐世保港から崎戸港を経由して友住港（新上五島町）まで運行されている崎戸商船のフェリー「みしま」が1日1往復当島に寄港している。

## 伝説
- 島の名前は平家の落人が当島に住み着いた際に相模国の江ノ島に似ているとして名付けたとの伝承がある。